# HIGH-VOLTAGE DANCER
「HIGH-VOLTAGE DANCER」（ハイ・ボルテージ・ダンサー）は、日本のダンスロックバンド・DISH//の8作目のシングル。Sony Recordsから2016年6月22日に発売された。

## 概要
- 前作『俺たちルーキーズ』から約7ヶ月振りのリリース。
- CDは初回生産限定盤A・B、通常盤の3形態で発売。
- 表題曲「HIGH-VOLTAGE DANCER」は、テレビ朝日『お願い!ランキング』の2016年6月度エンディングテーマである。
- 初回生産限定盤Aの特典DVDには、「DISH// 2016 Spring Hall Tour『D//RedBlue』TOKYO DOME CITY HALL」のライブ映像を収録。
- 初回生産限定盤Bの特典DVDには、「DISH// 2016 Spring Hall Tour『D//RedBlue』ロードムービー～DISH//のぞき見12時間！？～」を収録。

## 収録曲

### CD

#### 初回生産限定盤A・B
1. HIGH-VOLTAGE DANCER
作詞：DISH//、小倉しんこう　作曲：松隈ケンタ　編曲：SCRAMBLES
  - テレビ朝日『お願い!ランキング』2016年6月度エンディングテーマ
2. トワイライト
作詞・作曲・編曲：田村歩美
3. Running Road
作詞：DISH//、小倉しんこう　作曲：DISH//　編曲：宮下浩司
4. HIGH-VOLTAGE DANCER (Instrumental)
  - 初回生産限定盤Aのみ
5. Running Road (Instrumental)
  - 初回生産限定盤Bのみ

#### 通常盤
1. HIGH-VOLTAGE DANCER
2. トワイライト
3. WOW WAR TONIGHT 〜時には起こせよムーヴメント〜
作詞・作曲：小室哲哉　編曲：Gk3
  - H Jungle with tの1stシングル『WOW WAR TONIGHT 〜時には起こせよムーヴメント』のカバー
4. トワイライト (Instrumental)

### DVD

#### 初回生産限定盤A
- 「DISH// 2016 Spring Hall Tour『D//RedBlue』TOKYO DOME CITY HALL」

1. キット
2. 晴れるYA!

#### 初回生産限定盤B
1. 「DISH// 2016 Spring Hall Tour『D//RedBlue』ロードムービー～DISH//のぞき見12時間！？～」